# Carl-Schurz-Medaille (Erftstadt)
Die Carl-Schurz-Medaille ist eine nach Carl Schurz benannte Auszeichnung, mit der die Stadt Erftstadt Bürger oder Vereine ehrt, die sich ehrenamtlich im sozialen oder kulturellen Bereich der Stadt Erftstadt besonders engagierten. Es ist die höchste Auszeichnung der Stadt Erftstadt.

## Prägung und Verwendung der Medaille
Am 2. März 1979 gab die Kreissparkasse Euskirchen zum 150. Geburtstag von Carl Schurz eine aus Sterlingsilber bestehende Medaille heraus, die nach einem Entwurf des Malers und Grafikers Manfred Brück aus Erftstadt geprägt wurde.
Die 40 mm Durchmesser große und 25 g schwere Medaille zeigt auf der Vorderseite den Kopf von Carl Schurz und seine Lebensdaten sowie die Umschrift: Wo die Freiheit ist, da ist mein Vaterland und auf der Rückseite Schloss Gracht mit der Vorburg sowie eine geteilte Umschrift. Über der Abbildung: Geburtsstätte Carl Schurz und der Namenszug C. Schurz, unter der Abbildung Vorburg Schloss Gracht.
Bei der Eröffnung der Carl Schurz Ausstellung in der Filiale der Kreissparkasse in Liblar am 7. März 1979 erhielt der Carl-Schurz-Kreis, der die Exponate zusammengetragen hatte, eine der Medaillen als Anerkennung für seine Verdienste um das Zusammenstellen der Ausstellung.
Die Medaille wurde einige Jahre von der Kreissparkasse Euskirchen in allen Geschäftsstellen zum Preis von 45.- DM (+ Mehrwertsteuer) verkauft. Die Restbestände übernahm 1982 die Stadt Erftstadt, um sie als Auszeichnung zu verwenden.
Die Auszeichnung wurde zum ersten Mal beim Neujahrsempfang 1983 von Stadtdirektor und Bürgermeister verliehen, in den folgenden Jahren noch 1987 und einige Male bei anderen Anlässen. Seit 1990 erfolgt die Verleihung mit wenigen Ausnahmen beim Neujahrsempfang.

## Bisherige Medaillenträger (unvollständig)
- 1983 Karl Stommel (Lehrer und Historiker, 1922–1989)[5]
  - für die Aufarbeitung historischer Zusammenhänge als Voraussetzungen für ein neues Gemeinschaftsbewußtsein der neuen Stadt Erftstadt
- 1987 Erna Knispel (Trägerin des Bundesverdienstkreuzes seit 1985)[6]
  - wegen des Aufbaus der evangelischen Frauenhilfe, ihres Engagements in der Seniorenbetreuung und der Organisation verschiedener Wohltätigkeitsveranstaltungen
- 1989 Peter Mörs (Lokaler Politiker, 1912–2008 und Träger des Bundesverdienstkreuzes seit 1982) bei der Verabschiedung am Ende seiner Ratsmitgliedschaft am 19. Oktober 1989[7][8]
  - wegen seines Engagements im Dienste der Mitbürger als Mitglied des Rates der Stadt Lechenich (1964–1969) und der Stadt Erftstadt (1975–1989) und als Ortsvorsteher von Herrig (1976–1989)
- 1991 Otto Straznicky (Ostra)[9]
  - wegen seiner weit über Erftstadt hinaus bekannten Sammlung von Lokomotiven und seinem damit verbundenen Einsatz für Aufstellung und Restaurierung von Industriedenkmälern im Stadtgebiet Erftstadts.
- 1994 Heinz Stein[10]
  - wegen der Gründung einer Selbsthilfegruppe für an Multipler Sklerose Erkrankter
- 1994 Hanna Stommel[10]
  - wegen ihrer Arbeiten zur Geschichte der Stadt Erftstadt
- 1995 Arthur Schulz[11][12]
  - wegen der Gründung des Vereins „Hilfe für Tschernobyl-geschädigte Kinder e.V. in Mogilew“
- 1995 Jaques Bedei (Dezember anlässlich der Feier der 15-jährigen Partnerschaft mit Viry-Chailon)[13]
  - wegen seines Einsatzes für die Partnerschaft mit Viry-Châtillon
- 1996 Anni Pillen[13]
  - wegen ihres Engagements beim Roten Kreuz
- 1997 Lieselotte Engmann und Christel Meier[14]
  - für Unterstützung kranker Kinder und ihrer Angehörigen
  - wegen ihres Engagementsa für die Stadtpartnerschaft mit Wokingham
- 1999 Polizeikommissare R. Hagen, H. Herscheid, H. Jansen[15]
  - wegen ihrer Bürgerfreundlichkeit und Bürgernähe
- 1999 Johann (Jean) Rhiem, (Kommunalpolitiker und Träger des Bundesverdienstkreuzes) bei der Verabschiedung am Ende seiner Ratsmitgliedschaft am 30. September 1999
  - wegen seines Engagements im Dienste der Mitbürger als Ortsvorsteher von Erp (1964–1999) und als langjähriges Mitglied des Rates der Stadt Erftstadt (1969–1999)[16]
- 2000 Valentin Risch[17]
  - wegen seines Engagements für das Schützenwesen
- 2001 Hans-Werner Röttgen[18]
  - wegen seines Engagements in der Behindertensportgemeinschaft (BSG)
- 2002 Walter Kane (Kommunal- und Kulturpolitiker, 1945 Gründungsmitglied der CDU Deutschlands um 1925–2005)[19][20]
  - wegen seiner kulturellen Verdienste als Mitbegründer des Kulturkreises Erftstadt (1972) und seiner Konzerte in Erftstadt sowie der Begründung der Zeitschrift „Oper & Tanz“ der Vereinigung deutscher Opernchöre und Bühnentänzer
- 2003 Engelbert Kübeler[21]
  - wegen vielfältiger ehrenamtlicher Tätigkeit
- 2004 Reiner Schneider[22]
  - wegen seines Einsatzes für die Ökumene der katholischen und der evangelischen Kirchengemeinde in Gymnich und im Volksbund Deutsche Kriegsgräberfürsorge sowie seiner 35-jährigen Präsidentschaft bei der St. Kunibertus-Schützengesellschaft Gymnich, davon 23 Jahre als stellvertretender Bezirksbundesmeister
- 2005 Cäcilie Sircar[23]
  - für die Gründung des Mädchenzentrum Lake Gardens in Kalkutta
- 2005 Herbert Kamps[24]
  - wegen langjähriger Unterstützung Erftstädter Vereine
- 2006 Hospiz-Verein Erftstadt[25]
  - anlässlich seines zehnjährigen Bestehens
- 2007 Sabine Boebé (* 1925)[26][27]
  - als stellvertretende Vorsitzende im Carl-Schurz-Kreis und langjähriges Vorstandsmitglied im „Förderverein Schlosspark Gracht“ und der Sportgemeinschaft Erftstadt und für ihr Eintreten für die Städtepartnerschaft mit Wokingham sowie als Autorin von Artikeln und Büchern zu Erftstädter Themen
- 2008 Cornelius Bormann (Journalist, Theologe, ehemaliger Chefredakteur des WDR-Fernsehens, WDR-Korrespondent im Studio Bonn, Korrespondent in Afrika, Washington und Warschau)[28][29]
  - wegen seines vielfältigen Einsatzes für das Gemeinwohl als Mitglied des Redaktionsteams des Erftstädter Jahrbuches von 1991 bis 2006 und als Mitgründer des Vereins Kulturhaus Erftstadt sowie für sein Engagement im Vorstand des Fördervereins Marienhospital Frauenthal
- 2009 Arbeitskreis Dritte Welt Laden[30]
  - für 25 Jahre ehrenamtliches Engagement des Vereins
- 2010 Kulturverein Szene 93[31]
  - für kreative, kontinuierliche Kulturarbeit des Vereins seit der Gründung im Jahr 1993
- 2011 Künstlerforum Schau-Fenster[32][33]
  - für soziales oder kulturelles Engagement seit der Gründung im Jahre 1985
- 2012 Erftstädter Tafel[34]
  - für die ehrenamtliche Arbeit der Tafel zur kostenlosen Abgabe von Lebensmitteln an Bedürftige
- 2013 Klaus Geske[35]
  - für Finanzierung des neu erbauten Musik- und Kulturhauses Anneliese Geske in Liblar
- 2014 Roggendorfer Kinderhilfe Patricia 1997[36]
  - für finanzielle Unterstützung schwerkranker Kinder und ihrer Angehörigen
- 2015 Monika Keßler[37]
  - für soziales Engagement (Jugendarbeit, Kleiderkammern, Aussiedler und Flüchtlinge)
- 2016 Flöten- & Percussionorchester „Gut Klang“ Erftstadt e.V.[38]
  - für sein beispielloses, ehrenamtliches, kulturelles und soziales Engagement
- 2017 Ökumenischer Arbeitskreis Talita Kumi e.V.[39]
  - für das ehrenamtliche und soziale Engagement der Mitglieder und ihr persönlicher Einsatz für Kinder in einer Stadt in Ecuador
- 2018 Harald Dudzus[40]
  - für sein langjähriges und nachhaltiges Engagement für den Sport, die Gesundheit, die Umwelt und die Kultur
- 2019 Musikverein Friesheim e.V.[41]
  - für sein beispielloses, ehrenamtliches, kulturelles und soziales Engagement
- 2020: Freiwillige Feuerwehr Erftstadt[42]
  - für die Einsatzkräfte, die Tag und Nacht, rund um die Uhr für die Menschen der Stadt da sind
- 2022: Almut Schuhmann[43]
  - für ihren Einsatz für Freiheit und Demokratie, insbesondere für ihre Flüchtlingsarbeit
- 2022: Alfred Zerres[44]
  - in Anerkennung seines beispiellosen, ehrenamtlichen, gesellschaftlichen und sozialen Engagements
- 2023: Gymnicher Ritt[45]
- 2025: Umweltnetzwerk Erftstadt
  - für den überparteilichen Einsatz für Umwelt- und Naturschutz durch den Betrieb des Umwelt- und Naturparkzentrums Friesheimer Busch